# Love and Theft
"Love And Theft" är Bob Dylans trettioförsta studioalbum som kom ut i september 2001.
Skivan är en sorts genomgång av den amerikanska musikhistorien: Allt från blues, rock'n'roll, rockabilly, swing och en mjukare form av jazz avhandlas. Texterna på skivan myllrar av citat och karaktärer från den amerikanska kulturen. Ett av de mest omtalade citaten är följande från låten "Summer Days" då Dylan gör en parafras på F. Scott Fitzgeralds Den stora Gatsby:
"She says, you can't repeat the past. I say, You can't? What do you mean, you can't? Of course you can."
Albumet kom på plats 467 i tidskriften Rolling Stones lista 500 Greatest Albums of All Time.

## Låtlista
Låtarna skrivna av Bob Dylan.
1. "Tweedle Dee & Tweedle Dum" - 4:46
2. "Mississippi" - 5:20
3. "Summer Days" - 4:52
4. "Bye and Bye" - 3:16
5. "Lonesome Day Blues" - 6:05
6. "Floater (Too Much to Ask)" - 4:59
7. "High Water (For Charley Patton)" - 4:04
8. "Moonlight" - 3:23
9. "Honest With Me" - 5:49
10. "Po' Boy" - 3:05
11. "Cry a While" - 5:05
12. "Sugar Baby" - 6:40

## Listplaceringar
| Lista (2001)   | Position            |
| -------------- | ------------------- |
| Danmark        | 1                   |
| Finland        | 16                  |
| Norge          | 1 (VG-lista)        |
| Storbritannien | 3 (UK Albums Chart) |
| Sverige        | 1 (Topplistan)      |
| Tyskland       | 4                   |
| USA            | 5 (Billboard 200)   |